# Coudreceau
Coudreceau is een plaats en voormalige gemeente in het Franse departement Eure-et-Loir in de regio Centre-Val de Loire en telt 403 inwoners (1999). De plaats maakt deel uit van het arrondissement Nogent-le-Rotrou.

## Geschiedenis
Coudreceau is op 1 januari 2019 gefuseerd met de gemeenten Brunelles en Margon tot de gemeente Arcisses. 

## Geografie
De oppervlakte van Coudreceau bedraagt 13,4 km², de bevolkingsdichtheid is 30,1 inwoners per km².
De onderstaande kaart toont de ligging van Coudreceau met de belangrijkste infrastructuur en aangrenzende gemeenten.

## Demografie
Onderstaande figuur toont het verloop van het inwonertal (bron: INSEE-tellingen).